# Ganzeville
Ganzeville és un municipi francès situat al departament del Sena Marítim i a la regió de Normandia. L'any 2007 tenia 446 habitants.

## Demografia

### Població
El 2007 la població de fet de Ganzeville era de 446 persones. Hi havia 180 famílies de les quals 32 eren unipersonals (16 homes vivint sols i 16 dones vivint soles), 60 parelles sense fills, 56 parelles amb fills i 32 famílies monoparentals amb fills.
La població ha evolucionat segons el següent gràfic:
Habitants censats

### Habitatges
El 2007 hi havia 205 habitatges, 182 eren l'habitatge principal de la família, 16 eren segones residències i 7 estaven desocupats. 194 eren cases i 5 eren apartaments. Dels 182 habitatges principals, 158 estaven ocupats pels seus propietaris, 22 estaven llogats i ocupats pels llogaters i 2 estaven cedits a títol gratuït; 2 tenien una cambra, 6 en tenien dues, 26 en tenien tres, 44 en tenien quatre i 104 en tenien cinc o més. 136 habitatges disposaven pel capbaix d'una plaça de pàrquing. A 88 habitatges hi havia un automòbil i a 81 n'hi havia dos o més.

### Piràmide de població
La piràmide de població per edats i sexe el 2009 era:
| Homes | Edats   | Dones |
| ----- | ------- | ----- |
| 0     | 95 o +  | 0     |
| 0     | 90 a 94 | 0     |
| 4     | 85 a 89 | 0     |
| 8     | 80 a 84 | 0     |
| 8     | 75 a 79 | 12    |
| 8     | 70 a 74 | 4     |
| 12    | 65 a 69 | 24    |
| 8     | 60 a 64 | 4     |
| 12    | 55 a 59 | 8     |
| 8     | 50 a 54 | 12    |
| 16    | 45 a 49 | 20    |
| 16    | 40 a 44 | 16    |
| 24    | 35 a 39 | 20    |
| 16    | 30 a 34 | 20    |
| 12    | 25 a 29 | 12    |
| 20    | 20 a 24 | 4     |
| 16    | 15 a 19 | 24    |
| 12    | 10 a 14 | 36    |
| 8     | 5 a 9   | 28    |
| 4     | 0 a 4   | 4     |

## Economia
El 2007 la població en edat de treballar era de 292 persones, 211 eren actives i 81 eren inactives. De les 211 persones actives 195 estaven ocupades (110 homes i 85 dones) i 16 estaven aturades (6 homes i 10 dones). De les 81 persones inactives 39 estaven jubilades, 23 estaven estudiant i 19 estaven classificades com a «altres inactius».

### Ingressos
El 2009 a Ganzeville hi havia 175 unitats fiscals que integraven 446 persones, la mediana anual d'ingressos fiscals per persona era de 21.270 €.

### Activitats econòmiques
Dels 8 establiments que hi havia el 2007, 3 eren d'empreses de construcció, 1 d'una empresa de comerç i reparació d'automòbils, 1 d'una empresa d'hostatgeria i restauració, 1 d'una empresa d'informació i comunicació, 1 d'una empresa de serveis i 1 d'una empresa classificada com a «altres activitats de serveis».
Dels 5 establiments de servei als particulars que hi havia el 2009, 2 eren fusteries, 1 electricista, 1 perruqueria i 1 restaurant.
L'any 2000 a Ganzeville hi havia 4 explotacions agrícoles.

## Equipaments sanitaris i escolars
El 2009 hi havia una escola elemental.

## Poblacions més properes
El següent diagrama mostra les poblacions més properes.